# All Reflections Drained
Albums de Xasthur
Defective Epitaph
(2007) Portal Of Sorrow
(2010)
All Reflections Drained est le septième album studio du groupe de black metal américain Xasthur. L'album est sorti le 21 avril 2009 sous le label Hydra Head Records.
L'album est sorti également en version Digipak. Cette édition limitée contient en plus un disque de titres inédits intitulé Experimenting in Between the Chapters avec également des pin's et un patch. Le tirage de l'édition a été limité à 500 exemplaires. Une version cassette est également sortie. L'œuvre est aussi sorti en version vinyle, qui contient dans sa liste des titres un titre supplémentaire, Sear Me III.
Le titre final du disque supplémentaire présent dans l'édition limitée, Outro, n'est pas mentionné dans la liste des titres, il s'agit d'un titre caché.

## Musiciens
- Malefic – chant, tous les instruments
- M.H. – chant, claviers

## Liste des morceaux
1. Dirge Forsaken - 5:41
2. Maze of Oppression - 5:13
3. Achieve Emptiness, Pt. 2 - 4:39
4. Masquerade of Incisions - 15:33
5. Damage Your Soul - 4:52
6. Inner Sanctum Surveillance - 7:02
7. Obfuscated in Oblivion - 5:25
8. All Reflections Drained
9. Sear Me III (version vinyle uniquement)

### Experimenting in Between the Chapters
1. Torment - 4:54
2. Aura of Denial - 4:45
3. Flechcrawl - 0:44
4. Concealed Barren Thoughts - 6:08
5. Released From This Earth - 4:58
6. Untitles - 5:45
7. A Living Hell - 3:00
8. Trauma Will Always Linger - 0:23
9. Jomfrulysets Fall
10. Outro